# Contea di Caddo
La contea di Caddo (in inglese Caddo County) è una contea dello Stato dell'Oklahoma, negli Stati Uniti. La popolazione al censimento del 2000 era di 30 150 abitanti. Il capoluogo di contea è Anadarko.

## Centri abitati
| - Anadarko - Apache - Binger - Bridgeport | - Carnegie - Cement - Cyril | - Eakly - Fort Cobb - Gracemont - Hinton | - Hydro - Lookeba - Pine Ridge - Spring Creek |